# ولایت غزنی
ولایت غزنی یکی از ۳۴ ولایت افغانستان به مرکزیت شهر غزنی می‌باشد که از ولایات جنوب شرقی افغانستان به‌شمار می‌رود. غزنی با ۱٬۳۶۲٬۵۶۴ جمعیت پنجمین ولایت پرنفوس افغانستان می‌باشد. این ولایت از لحاظ مدیریت اداری به نوزده ولسوالی تقسیم شده است و ۲۲٬۹۱۵ کیلومتر مربع پهناوری دارد.

## نام
نام غزنه تلفظی در زبان‌های ایرانی شرقی است از واژه گَنزَک که در زبان‌های ایرانی قدیم به معنای گنجه ("گنج") بوده است و نام غزنه پس از روی دادن جایگشت آوایی گنزک/گزنک به شکل کنونی درآمده است. به زبان یونانی باستان: احتمالاً همان Gázaca/گَزَکه یا Gāzaca/گازکه که بطلمیوس (در کتاب ۶، فصل ۱۸، بند ۴ از Geographia) آورده؛ به زبان چینی قدیم: Ho-si-na، آنطور که هیوان‌تسانگ، زائر مشهور چینی سدهٔ هفتم میلادی یاد کرده؛ واژهٔ درست غزنین به نون آخر است و غزنه یا غزنی تلفظ عامه می‌باشد.

## پیشینه

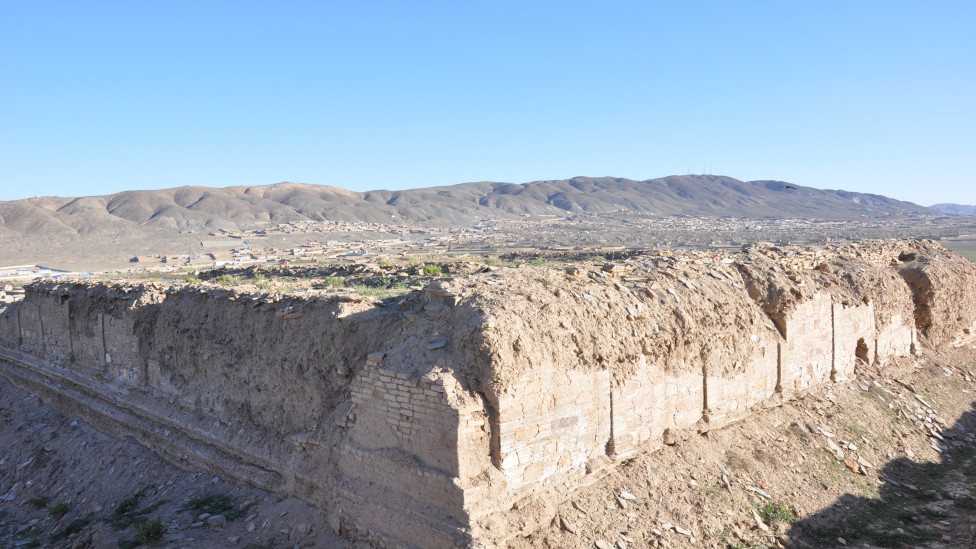
سایت باستانی بودایی تپه سردار

غزنی با قدمت بیش از ۱۰۰۰ قرن یکی از کهن‌ترین مناطق جهان به‌شمار می‌رود. ابزارهای مربوط به دورهٔ پارینه‌سنگی زیرین با قدمت بیش از ۱۰۰ هزار سال پیش در دشت ناوُر در غرب غزنی پیدا شده است. این ابزار شامل تعدادی ابزار سنگی ساخته شده از کوارتز است که شامل تراشه، ساطور، رنده، تیشه و تبر ابزار هستند. این آثار نخستین شواهد بدست‌آمده از دورهٔ پارینه‌سنگی زیرین در افغانستان هستند.
غزنی در طول قرن هفتم میلادی یکی از مراکز مهم بودایی در افغانستان بود. کاوش‌های تیم باستانشناسی لهستانی نشان می‌دهد که آثار مذهبی کشف شده از تپه سردار غزنی هر دو فرهنگ هندویی و بودایی را دارا است.
"دو مرکز بزرگ بودایی دیگر، فندقستان و تپه سردار (غزنی) مسئله کاملاً متفاوتی است و دوره دیگری از تأثیرات هند بین قرن‌های هفتم تا هشتم را نشان می‌دهد. این بازنمایی‌ها موضوعاتی را از مهایانه‌شناسی نشان می‌دهد و حتی در مورد سایت اخیر جنبه‌های وجره‌یانه را تصور می‌کنیم که قبلاً خود را در صومعه‌های بزرگ هند مانند نالاندا تثبیت کرده بودند."
"مکان مهم دیگر تپه سردار (معروف به تپه‌ای ناگارا) در نزدیکی غزنی است که شاید تا قرن هشتم میلادی فعال بوده باشد. از این دوره یک مجسمه عظیم از بودای پارنیوارا (بودا در منطقه خاصی خوابیده بود) بدست آمد. مجسمه‌ای بسیار مشابه درست در شمال افغانستان، در آژینه تپه، تاجیکستان پیدا شده است. اما آنچه جالب‌تر است یافتن یک مجسمه از خدای هندو دپورگا ماهیشاسورا-ماردینی در همان محل است."
در سال ۶۴۴ م. زائر چینی شوان‌زانگ در حالی که از وارنو (امروزه بنو، در پاکستان) برمی‌گشت، از شهر جاگودا (احتمالاً غزنی) بازدید کرد.

### اسلام

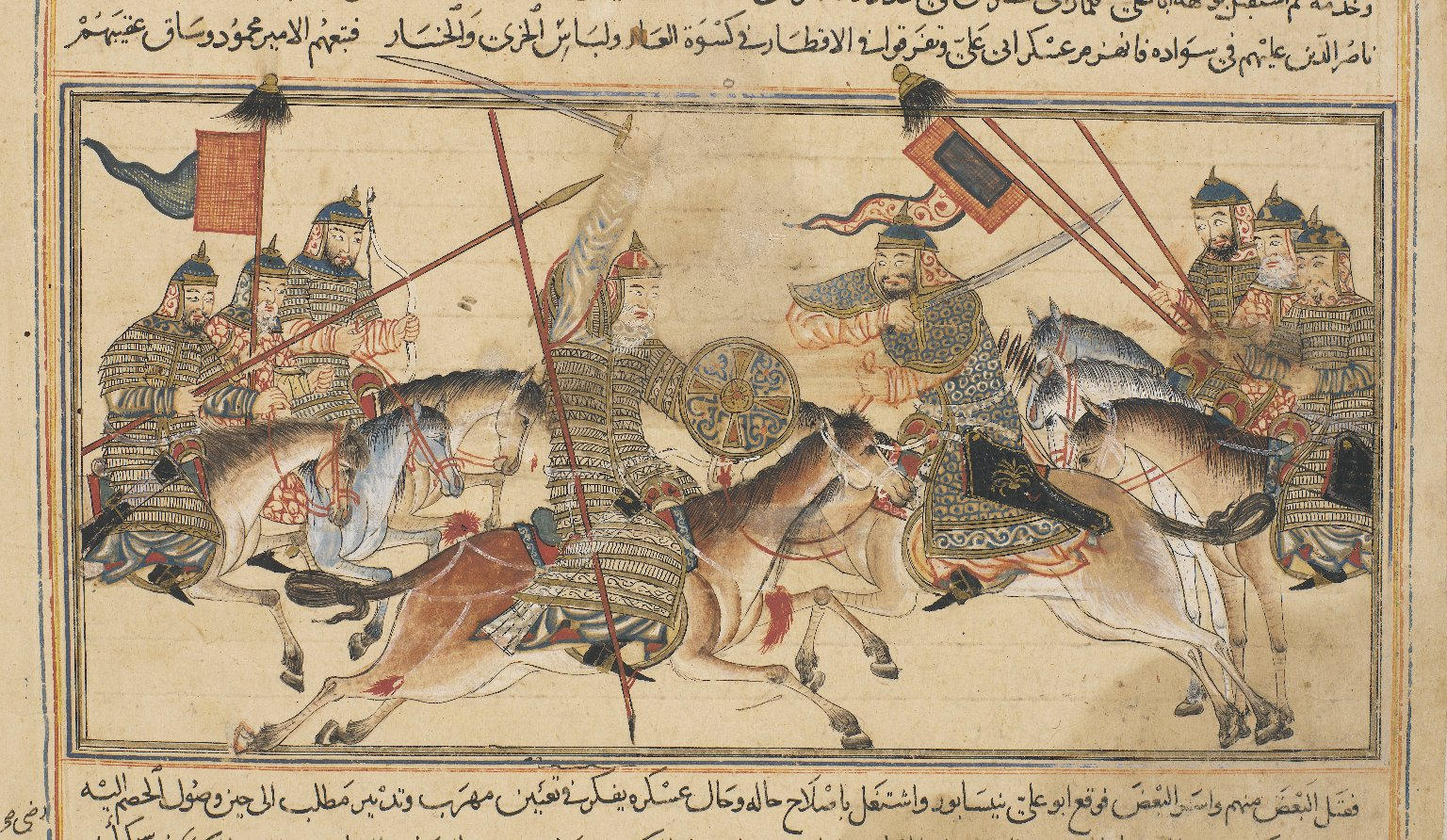
نبرد سلطان محمود غزنوی با ابوعلی سیمجور

گستره قلمرو غزنویان در زمان سلطان محمود غزنوی

در سال ۶۸۳ م. ارتشهای خلافت اموی، اسلام را به منطقه آوردند و تلاش کردند شهر غزنی را فتح کنند اما مردم شهر به شدت مقاومت کردند؛ بنابراین غزنی الی زمان یعقوب لیث به اسلام نگروید. مقاومت غزنی آن چنان مشهور شد که وقتی یعقوب صفاری (۸۷۹–۸۴۰) تحت نام اسلام در حال فتوحات بود، در تصرف غزنی بسیار پرآوازه شد. این شهر در سال ۸۶۹ توسط صفاریان به‌طور کامل ویران شد. بخش قابل توجهی از جمعیت محلی شامل هندوها و بودایی‌ها نیز در زمان محمود غزنوی به اسلام گرویدند.
هیچ مدرکی وجود ندارد که غزنه قبلاً بخشی از پادشاهی سامانیان بوده باشد. پیش از سال ۲۶۰. ه، غزنه جز زابلستان بود و توسط لاویک‌ها اداره می‌شد، لاویک‌ها که متحد کابلشاهان بودند، الی زمان سبکتگین قدرت غزنه را در دست داشتند و هیچ مدرکی بر کنترل منطقه توسط سامانیان وجود ندارد. پادشاه لاویک قطعاً هندو بود، حتی اگر طبقات ناصری نام ابوبکر یا ابوعلی را به آنها نسبت دهند.
غزنین ولایتی مشهور در زابلستان و پایتخت غزنویان بود. پس از بازسازی این شهر توسط عمرو لیث، برادر یعقوب، از ۹۹۴ الی ۱۱۶۰ به‌عنوان به پایتخت خیره‌کننده غزنویان تبدیل شد. غزنویان هند شمالی، ایران و آسیای میانه را از غزنی کنترل می‌کردند. بسیاری از حملات به هند از غزنی سازماندهی می‌شد. غزنویان اسلام را به هند بردند و با ثروتهای خارق‌العاده‌ای که از شاهزاده‌ها و خدایان معبد غنیمت می‌گرفتند بازمی‌گردیدند. تاریخ نگاران با شگفتی از آراستگی ساختمان‌ها، کتابخانه‌های بزرگ، مجلل بودن دربار و ثروت گرانبهای شهروندان غزنی می‌نویسند.
اما غزنی که زمانی باشکوه‌تر از بغداد بود در ۱۱۵۱ میلادی، توسط علاءالدین حسین جهانسوز به تلی از خاکستر مبدل گردید. پس از ۶ سال غزنی دوباره در زمان خوارزمشاهیان شکوفا گردید اما این بار در سال ۱۲۲۱، توسط چنگیز خان برای همیشه ویران شد. موقعیت استراتژیک غزنی، چه از نظر اقتصادی و چه از نظر نظامی، دوباره غزنی را احیا کرد اما بار دیگر توسط انگلیسی‌ها و ۱۰۰ سال بعد توسط شوروی‌ها ضربه دید.

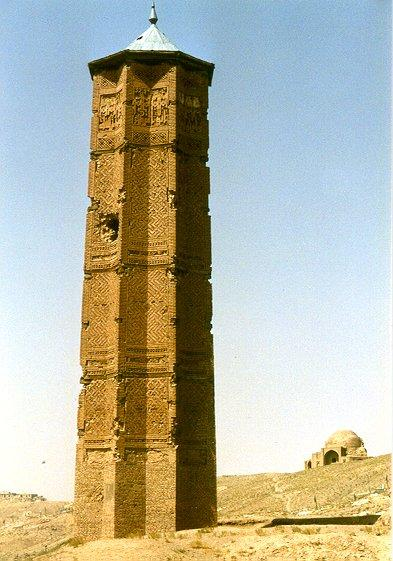
مناره‌های بازمانده از مسجد بهرامشاه غزنوی

شهر غزنی به دلیل مناره‌های ساخته شده ستاره‌ای شکل خود مشهور است. قدمت آنها از اواسط قرن دوازدهم است و بازمانده مسجد بهرام‌شاه می‌باشد. اضلاع آنها با نقوش هندسی تزئین شده است و بخش‌های بالای مناره‌ها آسیب دیده یا از بین رفته است. مهم‌ترین مقبره واقع در غزنی آرامگاه سلطان محمود غزنوی است. موارد دیگر شامل مقبره شاعران و دانشمندان است، به عنوان مثال ابوریحان بیرونی و سنایی.
ابن بطوطه خاطرنشان می‌سازد: «قسمت اعظم شهر ویران شده است، اما چیزی جز بخشی از آن هنوز پابرجاست، اگرچه قبلاً شهر بزرگی بود.»
بابر در بابرنامه ثبت می‌کند که غزنی بخشی از زابلستان بوده است. این منطقه توسط مغول‌ها کنترل می‌شد تا اینکه در سال ۱۷۳۸ نادرشاه با نیروهایش به آن حمله کردند. احمد شاه درانی غزنی را در سال ۱۷۴۷ فتح کرد و آن را بخشی از امپراتوری درانی ساخت. در جریان جنگ اول افغان و انگلیس، غزنی توسط نیروهای هندی به رهبری انگلیس در نبرد غزنی تخریب شد.

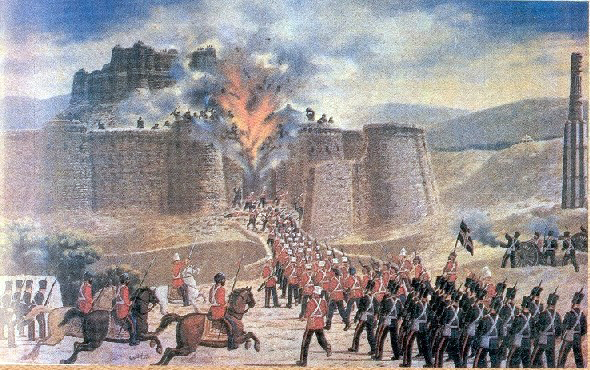
نیروهای انگلیس در حال تسخیر بالاحصار غزنی، جنگ اول افغان و انگلیس، نبرد غزنی. ۱۸۳۹

در دهه ۱۹۶۰ بودایی مٶنث ۱۵ متری از سایت باستانی تپه سردار کشف شد که به پشت خوابیده و با ستونهای خالی احاطه شده بود که در گذشته توسط بوداهای نر کوچکتر محافظت شده‌بود. بخشهایی از این بودا به سرقت رفته است. در دهه ۱۹۸۰ یک پناهگاه آجری گلی برای محافظت از مجسمه ایجاد شد، اما تکیه گاه‌های چوب برای هیزم به سرقت رفته و پناهگاه تا حدی فرو ریخت.
غزنین در گذشته از نظر اقتصادیی اهمیت فراوان داشته است. این امر نه تنها به دلیل موقعیت استراتژیک و مهم تجاری آن که خراسان و ایران را به شبه قاره هند پیوند می‌داد و به‌عنوان مرکز مهم تجاری و بارانداز کالاهای شبه قاره به خراسان، شمال و ایران نقش خود را ایفا می‌کرد، بلکه خاک خوب، هوای معتدل، آب نسبتاً کافی، مردمان کوشا و زحمت‌کش و پیداوار متنوع و فراوان زراعتی و دامی، آن را به یک نقطه مهم و غنی تبدیل نموده بود.

## آثار تاریخی

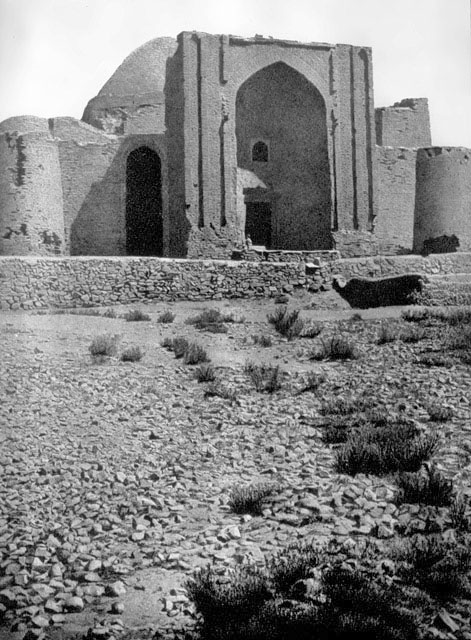
آرامگاه اُلغ‌بیگ، غزنی. ۱۹۲۴

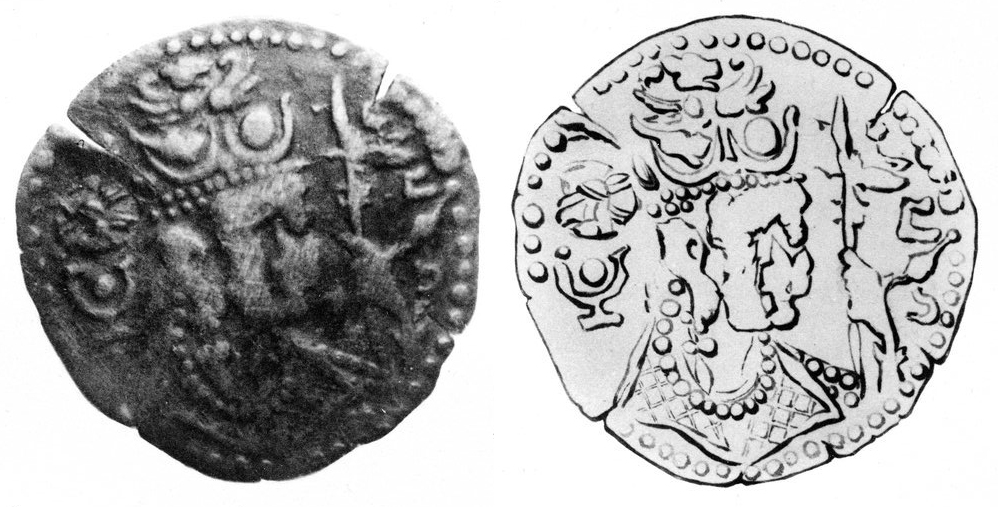
سکه‌های کابلشاه کشف‌شده از غزنی

غزنی، تاریخ ۱۵۰۰ ساله قبل از اسلام دارد؛ مناطق تاریخی زیاد و آثارهای باستانی فراوان در غزنی موجود است؛ اما اکثر این مناطق و آثارهای تاریخی، در اثر بی‌توجهی از بین رفته یا هم در حالت نابودی قرار دارد. مهم‌ترین منطقهٔ تاریخی غزنی؛ شهر کهنهٔ غزنی یا بالاحصار است، که قبلاً مقر سلطنت سلطان محمود غزنوی بود. این قلعه، حدود ۴۰ برج دارد و گفته می‌شود که صدها سال قبل، یک سرپوش بازار طلا نیز در اینجا وجود داشت، که به اثر جنگ‌ها تخریب و آثار تاریخی و طلای این بازار زیرخاک شده‌اند. در ولایت غزنی، جمعاً حدود ۳۰۰ آثار و مقبرهٔ تاریخی موجود است.
|  |  |  |  |

## جغرافیا

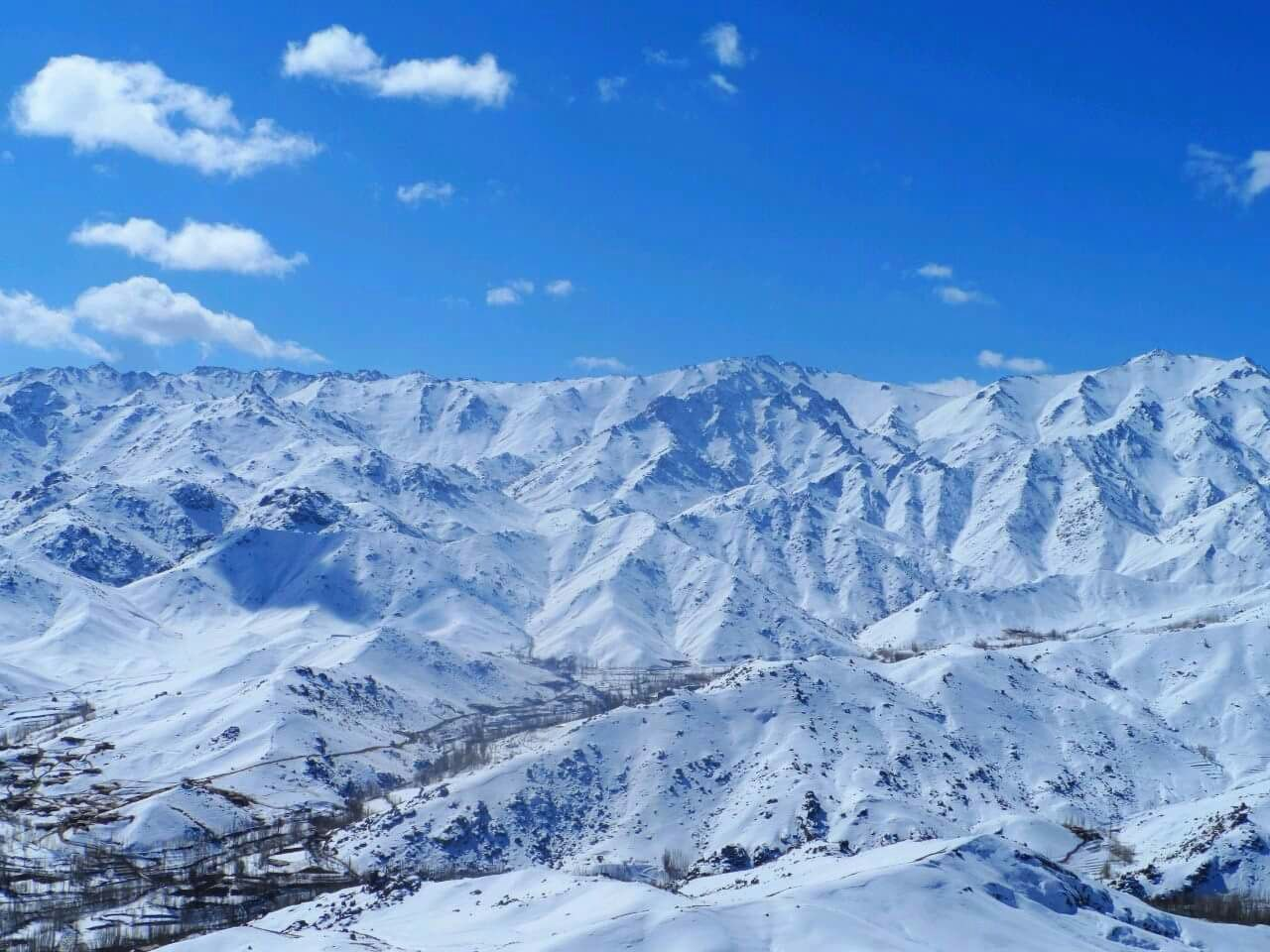
کوه‌های برفی غزنی، ولسوالی جاغوری، منطقه المیتو

ولایت غزنی در مرکز افغانستان بین ۳۲ درجه و چهار دقیقه و ۹ ثانیه تا ۳۴ درجه و ۱۳ دقیقه و ۵۱ ثانیه عرض شمالی و ۶۶ درجه و ۴۹ دقیقه و ۱۶ ثانیه تا ۶۸ درجه و ۴۹ دقیقه " ۵۶ ثانیه عرض شرقی از نصف النهار گرینویچ قرار گرفته است. طول متوسط این ولایت به خط مستقیم در جهت شمال به جنوب ۲۴۰ کیلومتر و عرض متوسط ان در جهت شرقی -غربی حدود ۱۸۱ کیلومتر است. ولایت غزنی از سمت شمال با ولایت بامیان و میدان وردک، از جنوب و جنوب غربی با ولایت زابل، از مشرق با ولایت لوگر و پکتیا و از جنوب شرقی به ولایت پکتیکا از مغرب نیز به ولایت ارزگان و دایکندی محدود است. شهر غزنی مرکز ولایت غزنی است و از کابل ۱۳۵ کیلومتر فاصله دارد. ارتفاع این شهر از سطح دریا ۲٬۱۸۳ و پهناوری آن ۲۳٬۳۷۸ کیلومتر مربع است که تقریباً یک بیست و هشتم یا ۳٫۵٪ پهناوری کل افغانستان را شامل می‌شود. ولسوالی ناور بزرگ‌ترین و ولسوالی رشیدان کوچک‌ترین ولسوالی‌های غزنی هستند.
کوه‌های ولایت غزنی عبارتند از: قاده باریک در شمال غرب، شنکی در جنوب، جرکنه در جنوب شرق، هندوکش در شمال شرق و کوه بابا در شمال. آب ایستاده غزنی، بند سرده، بند سلطان، بند زنخان وبند زردسنگ دریاچه‌های مهم این ولایت می‌باشند که نقش عمده‌ای در کشاورزی منطقه دارد. دریای غزنی از ارتفاعات بهسود سرچشمه گرفته در دشت ناور بند سلطان بالای آن تأسیس شده است و پس از عبور از شهر غزنی، در ولسوالی ناوه به آب ایستاده غزنی می‌ریزد.

### آب و هوا
غزنی دارای آب و هوایی نیمه‌صحرایی و کوهستانی می‌باشد. دما در دشت ناور، شمال غزنی با آب ایستاده در جنوب غزنی تفاوت زیادی دارد. در ناور دمای تابستان به ۲۵ الی ۳۰ درجه سانتی‌گرید و در زمستان به ۲۵- درجه می‌رسد که بسیار سرد و غیرقابل تحمل است. اما در آب ایستاده با ۱۵- درجه در زمستانها هوا نسبتاً گرم‌تر می‌باشد. ۱۸۸ روز آن درجریان سال نسبتاً گرم و هوای آن، از تاریخ ۱۲ اکتبر تا ۱۰ اپریل، سرد و بارانی است. سطح متوسط بارندگی سالانه در غزنی ۲۲۹۶ ملی متر تخمین شده و زمین آن، از سطح بحر ۱۸۰۰ متر ارتفاع دارد.
| آب و هوای غزنی          | آب و هوای غزنی | آب و هوای غزنی | آب و هوای غزنی | آب و هوای غزنی | آب و هوای غزنی | آب و هوای غزنی | آب و هوای غزنی | آب و هوای غزنی | آب و هوای غزنی | آب و هوای غزنی | آب و هوای غزنی | آب و هوای غزنی | آب و هوای غزنی |
|                         | ژانویه         | فوریه          | مارس           | آوریل          | مـــــه        | ژوئـن          | ژوئیـه         | اوت            | سپتامبر        | اکتبـر         | نوامبر         | دسامبر         | سـال           |
| ----------------------- | -------------- | -------------- | -------------- | -------------- | -------------- | -------------- | -------------- | -------------- | -------------- | -------------- | -------------- | -------------- | -------------- |
| گرم‌ترین C°              | ۲              | ۴              | ۱۱             | ۱۷             | ۲۳             | ۲۹             | ۳۱             | ۳۱             | ۲۷             | ۲۰             | ۱۲             | ۵              | ۳۷             |
| میانگین گرم‌ترین‌ها C°    | ۵              | ۸              | ۱۳             | ۲۱             | ۲۶             | ۳۳             | ۳۶             | ۳۵             | ۳۱             | ۲۳             | ۱۵             | ۸              | ۲۱             |
| میانگین سردترین‌ها C°    | -۱             | ۱              | ۵              | ۱۲             | ۱۶             | ۲۲             | ۲۵             | ۲۴             | ۲۱             | ۱۴             | ۷              | ۲              | ۱۲             |
| سردترین C°              | -۱۱            | -۸             | -۱             | ۳              | ۷              | ۱۲             | ۱۴             | ۱۳             | ۸              | ۲              | -۳             | -۷             | -۱۲            |
| بارش mm                 | ۳۸             | ۵۶             | ۳۷             | ۸۹             | ۲۳             | ۳              | ۲۳             | ۰              | ۰              | ۳              | ۱۸             | ۳۸             | ۲۷             |
| منبع: ودربیس اکتبر ۲۰۰۸ |                |                |                |                |                |                |                |                |                |                |                |                |                |

## اقتصاد
موسی خان اکبرزاده والی غزنی اظهار داشت که پروژه‌های مهم توسعه‌ای در جنوب غزنی در سال ۲۰۱۲ آغاز می‌شود. چون غزنی پایتخت فرهنگی جهان اسلام در سال ۲۰۱۳ انتخاب گردید این پروژه‌ها روی دست گرفته شده است که شامل: ساخت یک مرکز فرهنگی اسلامی، یک مسجد، یک بازار سرپوشیده، یک سالن ورزشی، یک مهمانسرا، یک فرودگاه، یک هتل پنج ستاره، دو ساختمان ۲۷ طبقه و سایر موارد می‌شود. بودجه این پروژه‌ها ۳۰ میلیون دلار اس و برای بیش از ۲۰۰۰ نفر فرصت شغلی مهیا می‌کند. ۱۰ میلیون دلار این بودجه توسط دولت مرکزی، ۷ میلیون دلار توسط تیم بازسازی ولایتی لهستان (PRT) و ۳ میلیون دلار توسط ایالات متحده تأمین می‌شود. غزنی تا پایان سال ۲۰۱۲ یک جاده ۴۰ کیلومتری آسفالت نیز خواهد داشت.

### کشاورزی
به دلیل هوای مناسب و بارندگی نسبتاً خوب که اغلب در زمستان و اوایل بهار به صورت برف و باران می‌بارد، انواع میوه‌ها و محصولات زراعتی خاص این مناطق در غزنین به عمل می‌آید. نیز به دلیل رونق پرورش دام و دامداری، انواع حیوانات اهلی پرورشی در آن تربیت و نگهداری می‌شود. پوشاک و لباس‌هایی که از مو و پوست حیوانات اهلی به عمل می‌آید، در این سرزمین، به‌خصوص در قسمت‌های شمالی غزنین از اهمیت بالایی برخوردار است.
سد سرده بند در ولسوالی اندر در نزدیکی مرز ولایت پکتیکا واقع شده است. این سد ذخیره‌گاه بزرگ آب است که برای آبیاری کشاورزی منطقه حیاتی می‌باشد. خود سد و سیستم کانال‌های آن نیاز به تعمیر و نگهداری دارند.

### صنایع دستی
در کنار این، صنایع ظریفه چون مسگری، زرگری و سایر صنایع دستی از رونق خوبی در این دیار برخوردار بوده و در بازارهای غزنین انواع صنایع مستظرفه دستی دستیاب می‌گردیده است؛ چنان‌که یکی از اقلام مهم صادرات این منطقه را همین مصنوعات تشکیل می‌داده است. در نتیجه بازارهای پررونق، کالاهای متنوع، غزنین را به یک نقطه مهم و پررونق تبدیل نموده بود.

### انرژی
ولایت غزنی قرار است از طریق سیستم برق شمال شرقی (NEPS) به برق برق ملی وصل شود. ساخت خط انتقال از شرق دشت چمتله به غزنی با استفاده از شبکه انتقال ولتاژ بالا (۲۲۰ کیلوولتی) آغاز می‌شود. این پروژه قرار است با هزینه ۱۰۱ میلیون دلار توسط USFOR-A و حمایت USAID اجرا شود. با این حال، بانک توسعه آسیایی موافقت کرد خط انتقال از چمتله به دشت برچی را به اتمام برساند که باعث می‌شود دامنه پروژه را کاهش یابد. اجرای این پروژه به دلیل عدم توانایی USACE در اعطای قرارداد به تأخیر افتاد زیرا پیشنهادها دریافتی برای این پروژه بیش از دو برابر هزینه برآورد شده بود، بیشتر به دلیل نگرانی‌های امنیتی ناشی از خطرات مربوط به اجرای قراردادهای ثابت با قیمت ثابت، برآورد هزینه ضعیف و دوره‌های غیر واقعی عملکرد بود. USACE در حال خریداری مجدد پروژه‌ها و برنامه‌های اعطای قرارداد در ژوئن یا ژوئیه ۲۰۱۲ است که برنامه‌های اجرایی پروژه را بین ۶ تا ۱۵ ماه به تأخیر می‌اندازد.

## آموزش

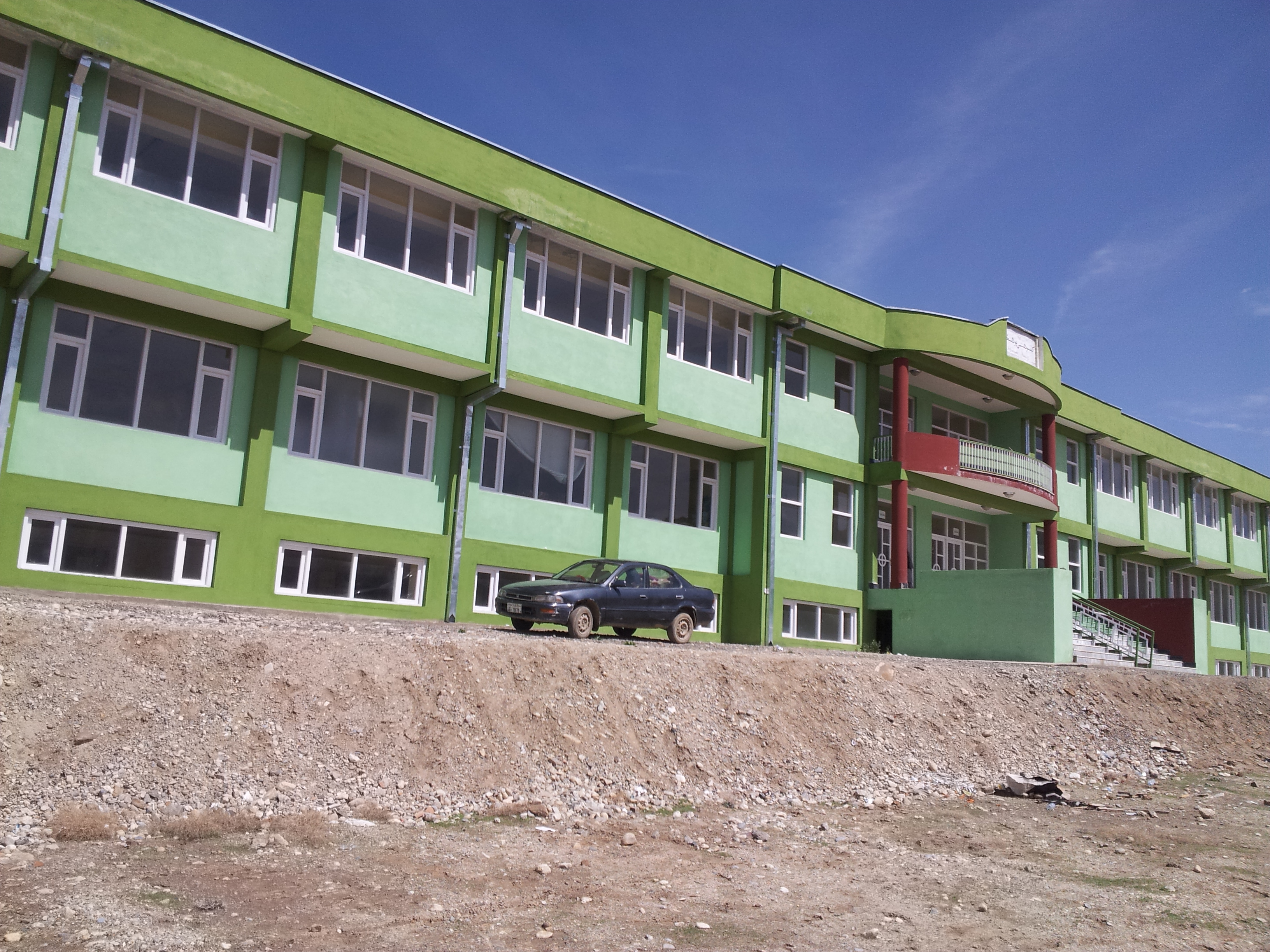
دانشگاه غزنی

غزنی، با آنکه نسبت به ولایات دیگر کشور، در بخش معارف پیشتاز بود؛ اما در اثر جنگ‌های چند دههٔ اخیر، به سیستم تعلیم و تربیهٔ این ولایت نیز خساراتی وارد گردیده و مکاتب، در اکثر ولسوالی‌ها مسدود است که باعث شده، دانش‌آموزان این ولایت، از چند دورهٔ تعلیمی محروم شوند.
در ولایت غزنی ۶۳۵ مکتب به شمول چند انستیتیوت و دارالمعلمین وجود دارد، که دارای ۴۷۴۷ معلم و ۲۴۵٬۹۸۶ دانش‌آموز است و از این میان ۴۵٪ آن طبقهٔ اناث می‌باشد.
دانشگاه غزنی، در سال ۱۳۸۷ خورشیدی تأسیس شده و اکنون ۱۵۰۰ محصل در چهار دانشکده تعلیم و تربیه، شرعیات، اقتصاد و زراعت دارد و از این تعداد ۲۰۰ تن شان را دختران تشکیل می‌دهند.

## فرهنگ
با در نظرداشت تاریخ گذشتهٔ غزنی، این ولایت درسابق از حیث تاریخی و علمی، به یک مرکز عرفان و ادب در بین ولایات شهرت داشت. صدها عارف، شاعر و نویسنده‌ای همچون سنایی غزنوی، حسن غزنوی، مسعود سعد سلمان، فرخی سیستانی، فردوسی طوسی، عنصری بلخی، عسجدی مروزی، منشوری سمرقندی، کسایی مروزی، غضائری رازی، ابوریحان بیرونی و… از بلاد مختلف، در دوران سلطان محمود غزنوی در این ولایت گرد آمده بودند.
تلاش‌های فرهنگی در این ولایت، از سال ۱۳۳۱ خورشیدی، با نشر هفته نامه سنایی رسماً آغاز و تسریع یافت؛ این هفته‌نامه امروز به روزنامه تبدیل شده که با انتشار ۵۰۰ نسخه در روز معتبرترین روزنامه ولایت غزنی می‌باشد.
شمار زیادی از انجمن‌های ادبی مانند انجمن سنایی، که در سال ۱۳۵۰ ایجاد شده و تعداد زیادی از فرهنگیان به تلاش نیاز محمدخوشه در آن شامل بودند، ایجاد شد؛ دیگر انجمن همچنین انجمن لونگ، انجمن فرهنگیان، انجمن کاتب، انجمن البیرونی، انجمن پسرلی، انجمن قره باغ، انجمن ارشاد، انجمن زمزمه، انجمن اجتماعی غزنه باستان، انجمن تحکیم وحدت، جمال که یک انجمن سیاسی بود، انجمن وحدت ملی و انجمن کلیوال ادبی ملگری در ولایت غزنی شکل گرفته است؛ این انجمن‌ها تلاش‌های فرهنگی زیادی می‌کنند و راه را برای چاپ آثار شعرا و نویسندگان نو فراهم می‌سازند. در این آوار ریاست اطلاعات و فرهنگ غزنی این انجمن‌ها را ثبت نموده از فعالیت‌های شان حمایت می‌کند.
با ایجاد فصل جدید (دوره حاکمیت رئیس‌جمهور کرزی)، جوانان این ولایت نیز به مطالعه رو آورده‌اند. در غزنی علاوه بر کتابخانهٔ عامه ریاست معارف و کتابخانهٔ البیرونی ریاست اطلاعات وفرهنگ، برخی کتابخانه‌ها در مکاتب نیز وجود دارد که مردم می‌توانند از آنها، کتاب برای مطالعه بگیرند. در ولایت غزنی علاوه بر کتابخانه‌ها، تعداد زیادی کورس‌ها به ویژه کورس‌های خطاطی وجود دارد، که صدها شاگرد اکنون در آن آموزش می‌بینند.
پس از کشف آثار باستانی دشت ناور که صدهزار سال قدامت داشتند؛ شهر غزنی موزیمی ایجاد کرد که اکنون در مقام ولایت و ریاست اطلاعات و فرهنگ، می‌باشد و صدها اثر تاریخی مانند مجسمه‌ها، سلاح‌های تاریخی، کوزه‌ها، ظروف، و همچو آثار دیگر تاریخی، در آن نگهداری می‌شوند.
با آنکه مردم، با به میان آمدن سامان آلات موسیقی مدرن و جدید؛ از موسیقی محلی خدا حافظی کرده‌اند؛ اما اخیراً دوباره همان موسیقی محلی و سابقه، مورد توجه قرار گرفته است. اتن که یک رسم ملی است، در ولسوالی‌های پشتون نشین غزنی، بسیار رایج است و هم‌اکنون نیز از سوی جوانان این ولسوالی‌ها در محافل خوشی و مناسبت‌ها به خوبی اجرا می‌شود.

## مردم‌شناسی
بر پایه سرشماری سال ۲۰۱۳، کل جمعیت استان در حدود ۱٬۳۶۸٬۸۰۰ نفر است، که چند قومی و عمدتاً یک جامعه قبیله ای است.
طبق انستیتوی مطالعه جنگ، "غزنی نوزده ولسوالی دارد و یکی از گوناگون‌ترین ولایات در افغانستان از دید قومیتی است. اکثریت جمعیت این ولایت را هزاره‌ها و پشتون‌ها تشکیل داده‌اند و پس از این دو قوم تاجیک‌ها و حدود ۱٪ سیک‌ها جمعیت این ولایت را تشکیل می‌دهند. کشاورزی و دامداری شغل اصلی شهروندان ولایت غزنی است که گندم، یونجه، خربزه و بادام از بزرگ‌ترین محصولات آن به‌شمار می‌رود.

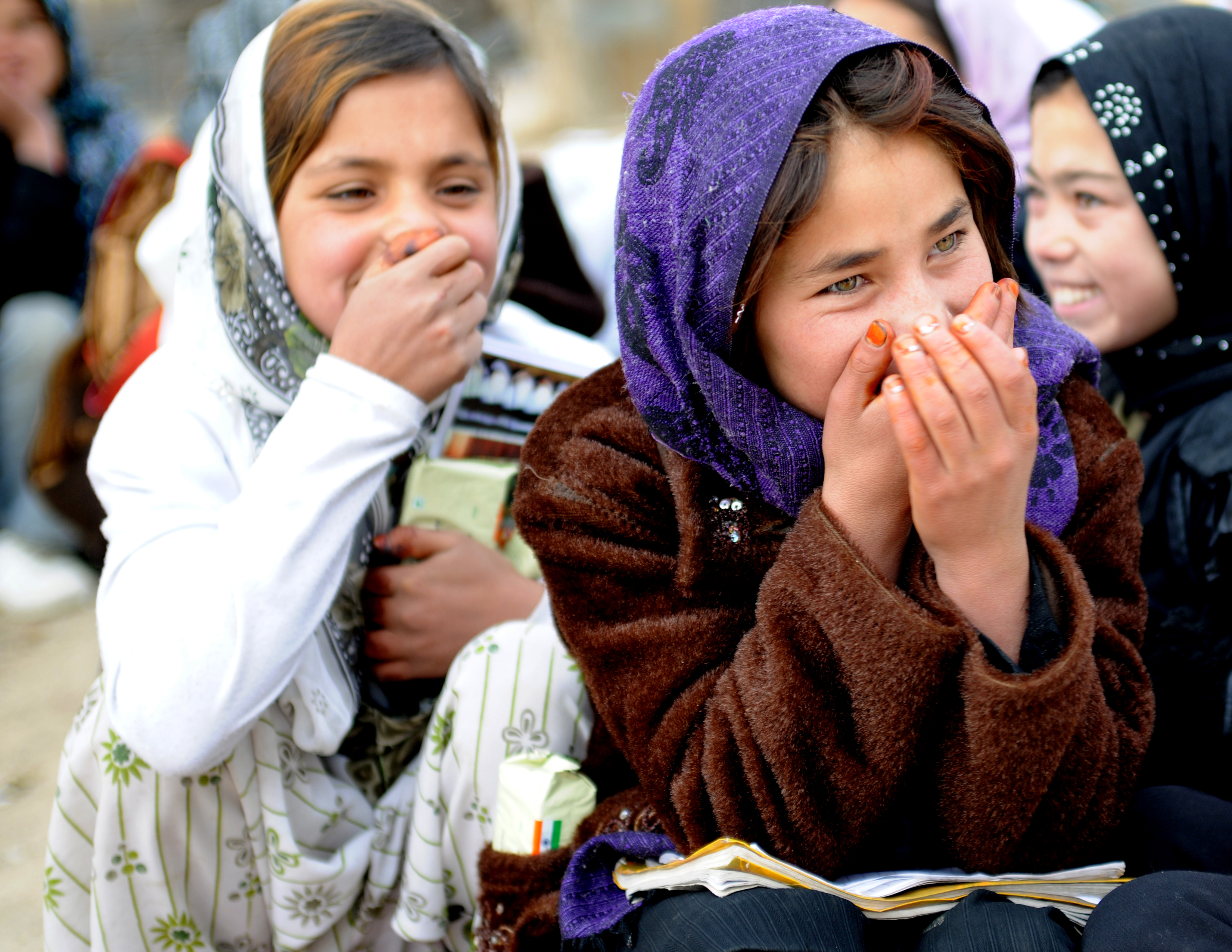
دختران دانش‌آموز در ولایت عزنی

| ولسوالی    | مرکز       | اطلاعات قومی(٪)                       | جمعیت ولسوالی | مساحت km۲ |
| ---------- | ---------- | ------------------------------------- | ------------- | --------- |
| آب‌بند      | حاجی‌خیل    | پشتون و هزاره                         | ۲۶٬۰۰۰        | ۱۰۰۸      |
| اجرستان    | سنگر       | پشتون و هزاره                         | ۳۰٬۰۰۰        | ۱۶۲۰      |
| اندر       | میرای      | پشتون و هزاره                         | ۱۲۰٬۰۰۰       | ۷۱۶       |
| گیلان      | جانده      | پشتون                                 | ۵۲٬۰۰۰        | ۱۱۱۳      |
| گیرو       | پانا       | پشتون                                 | ۳۸٬۰۰۰        | ۸۶۷       |
| خوگیانی    | خوگیانی    | پشتون                                 | ۱۶٬۰۰۰        | ۱۸۳       |
| ناوه       | ناوه       | پشتون و هزاره                         | ۵٬۰۰۰         | ۱۶۶۰      |
| واغز       | واغز       | پشتون و هزاره                         | ۳۶٬۰۰۰        | ۴۱۷       |
| زنه‌خان     | دادو       | پشتون                                 | ۱۷٬۰۰۰        | ۲۹۷       |
| رشیدان     | رشیدان     | پشتون و هزاره                         | ۱۲٬۰۰۰        | ۳۹۴       |
| مقر        | مقر        | پشتون و هزاره                         | ۴۸٬۰۰۰        | ۸۸۵       |
| ده‌یک       | رامک       | تاجیک و پشتون                         | ۴۴٬۰۰۰        | ۷۱۵       |
| قره‌باغ     | قره‌باغ     | هزاره و پشتون                         | ۱۳۲٬۰۰۰       | ۱۵۷۰      |
| غزنی       | غزنی       | هزاره، تاجیک، پشتون و اقلیت کوچکی سیک | ۱۵۰٬۰۰۰       | ۳۷۶       |
| جغتو       | گولبوری    | هزاره                                 | ۳۰٬۰۰۰        | ۵۸۹       |
| خواجه عمری | خواجه عمری | هزاره اقلیت‌های پشتون و تاجیک          | ۲۰٬۰۰۰        | ۲۰۸       |
| جاغوری     | سنگ ماشه   | هزاره                                 | ۳۵۰٬۰۰۰       | ۲۱۳۷      |
| مالستان    | میرآدینه   | هزاره                                 | ۱۰۰٬۰۰۰       | ۱۷۶۴      |
| ناور       | دوآبی      | هزاره                                 | ۸۰٬۰۰۰        | ۵۲۳۴      |

## زمین‌شناسی

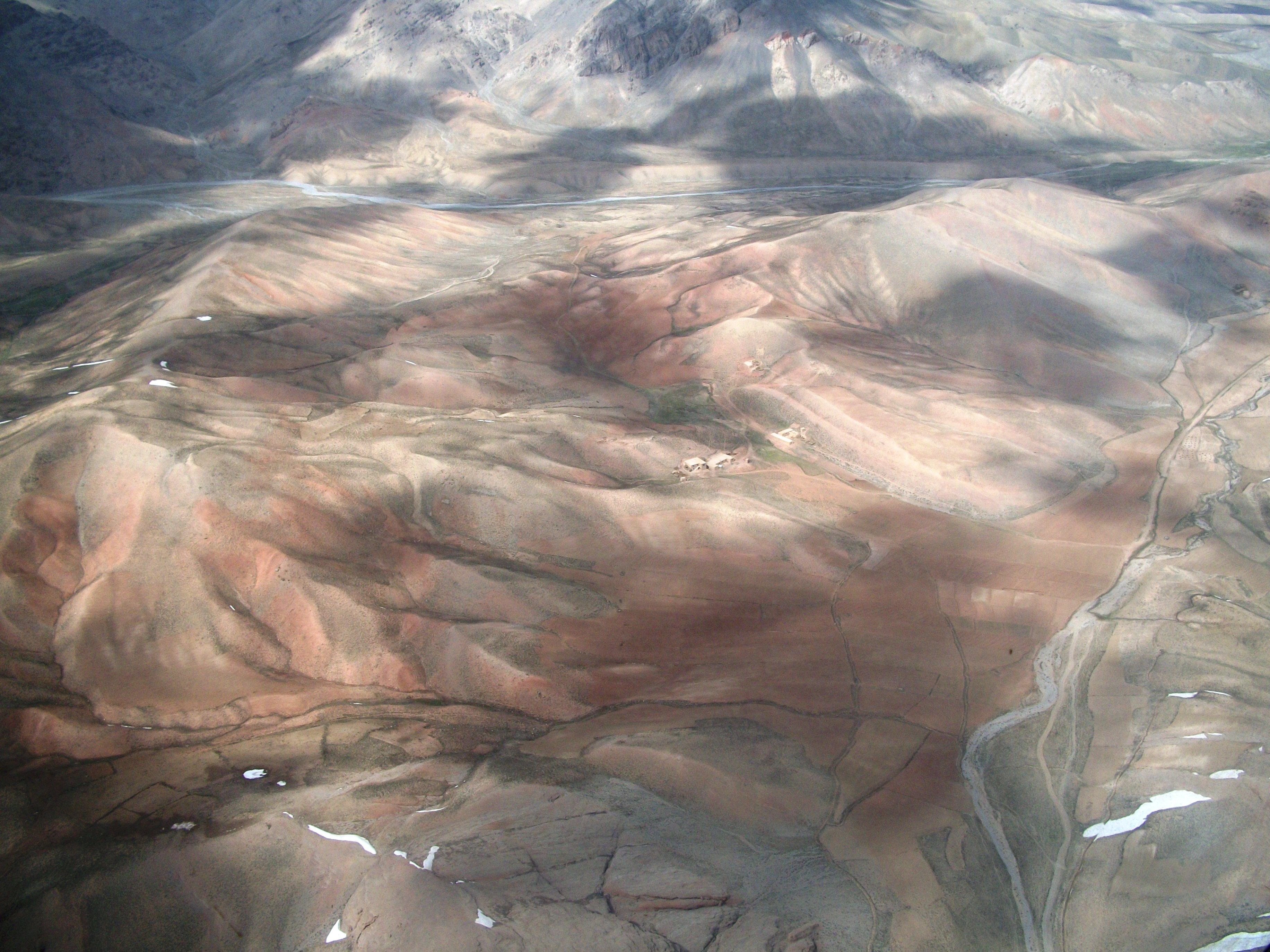
تصویر ماهواره ای غزنی

در امتداد کابل - قندهار رسوبات دریایی کواترنری ناحیهٔ حاصلخیز زراعتی را تشکیل داده است. این ناحیه دارای خاک‌های رسوبی در غزنی از سطح دریا ۲٬۰۸۰ متر، در مقر ۲٬۰۰۳ متر و در قلات ۱٬۵۷۲ متر ارتفاع دارد که شامل سطح مرتفع فلات مرکزی افغانستان می‌باشند. به همین دلیل در این منطقه جربان آب‌های جاری از شمال شرق به طرف جنوب غرب است.
آثار عوارض طبیعی مانند آتش‌فشان‌ها در عهد دوم و سوم زمین‌شناسی در کوه‌های هندوکش و سلیمان مشاهده شده است؛ در منطقهٔ کوهستانی گل کوه و سطح مرتفع ناوُر نشان از وجود آتش فشان می‌دهد.

## منابع طبیعی

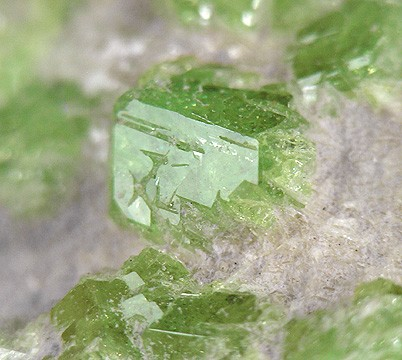
منرال اندراتیت ولایت غزنی

## واحدهای اداری

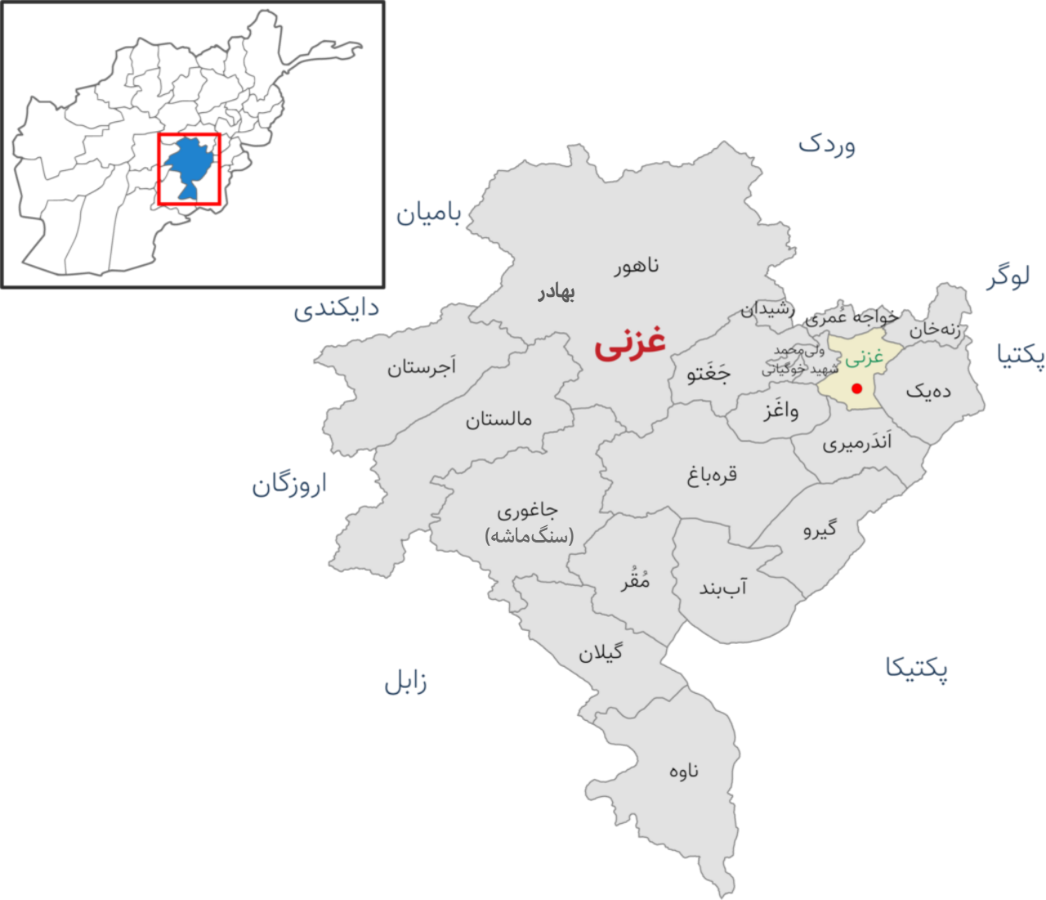
ولسوالی‌های غزنی

## نگارخانه

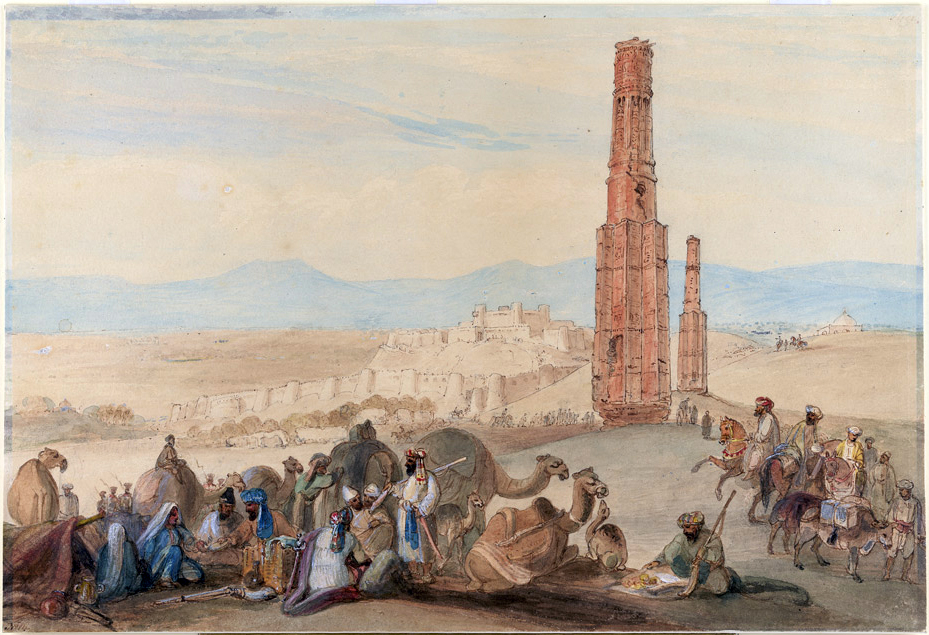
مناره‌های غزنی، آتکینسون. ۱۸۳۹

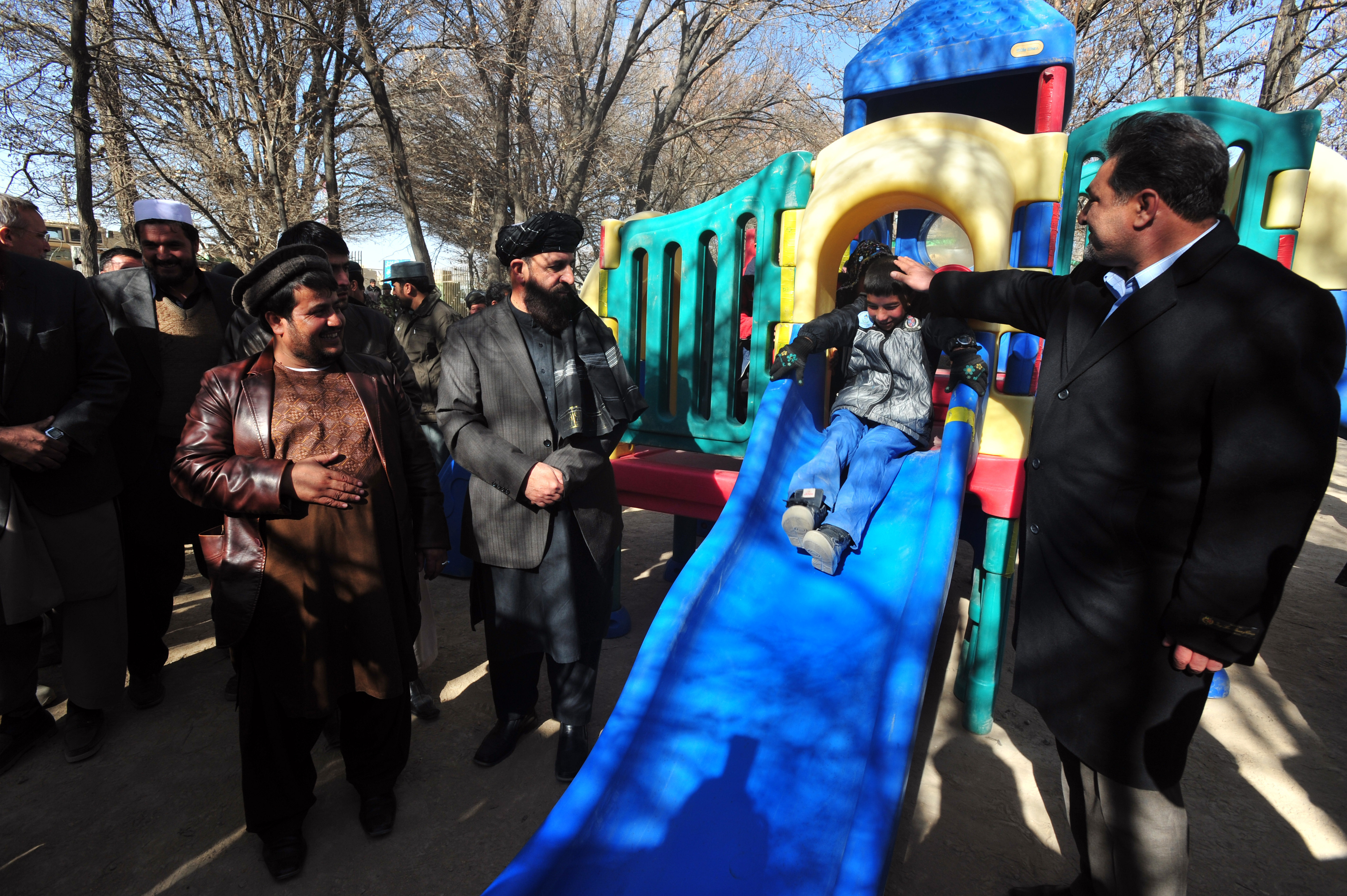
پارک برای اطفال یتیم که از سوی یکی از خانواده‌های سرباز قربانی آمریکایی در شهر غزنی ساخته شده است.

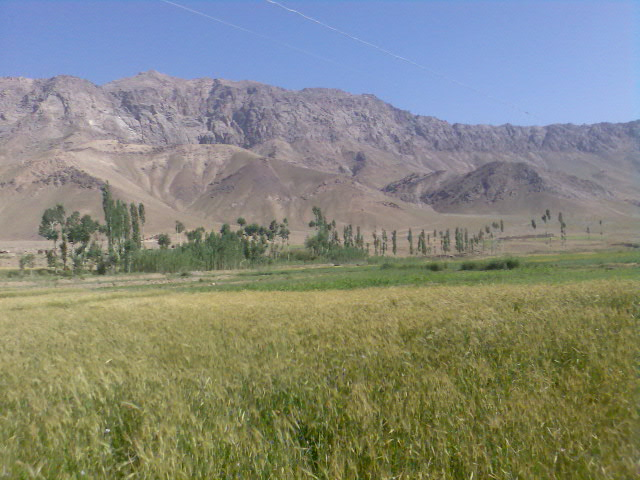
کشتزارهای گندم ولسوالی اجرستان

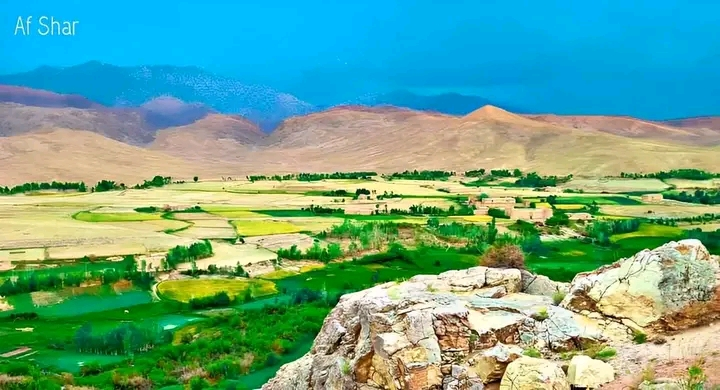
تصویری از دره سرسبز جلگه بهادر، ولسوالی ناور

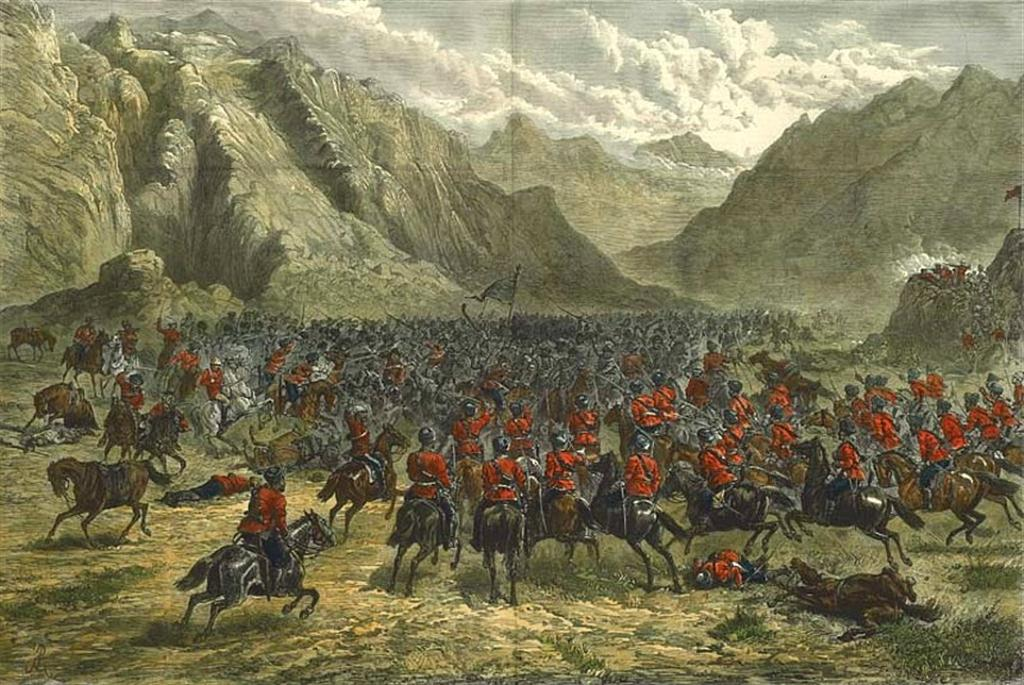
ارتش بریتانیا در جنگ اول افغان و انگلیس، نبرد غزنی. ۱۸۳۹

نقشه ولسوالی‌های ولایت غزنی

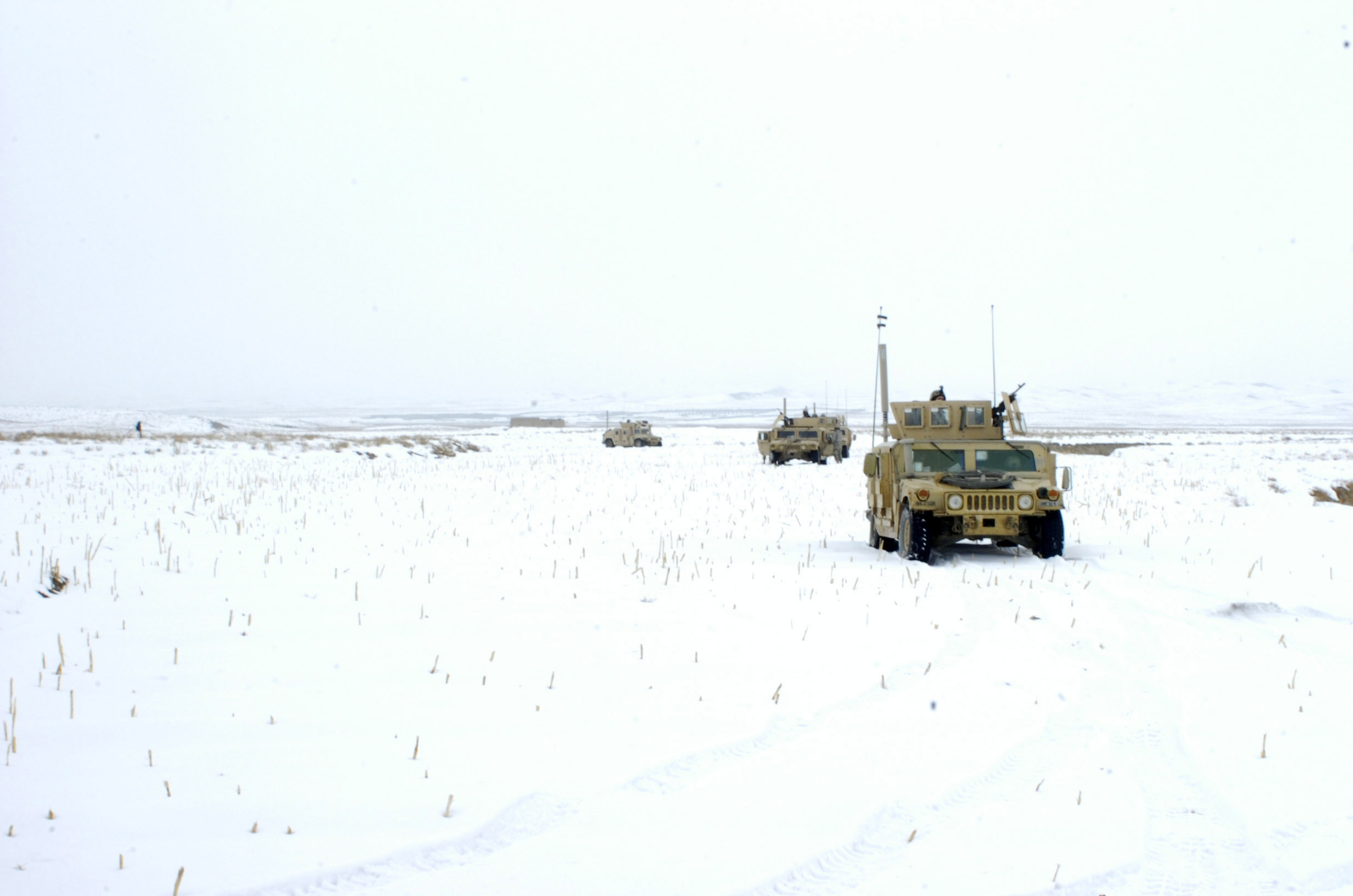
تیم بازسازی ولایتی غزنی در حال انتقال دارو به مناطق غزنی که دارو در دسترس نیست.

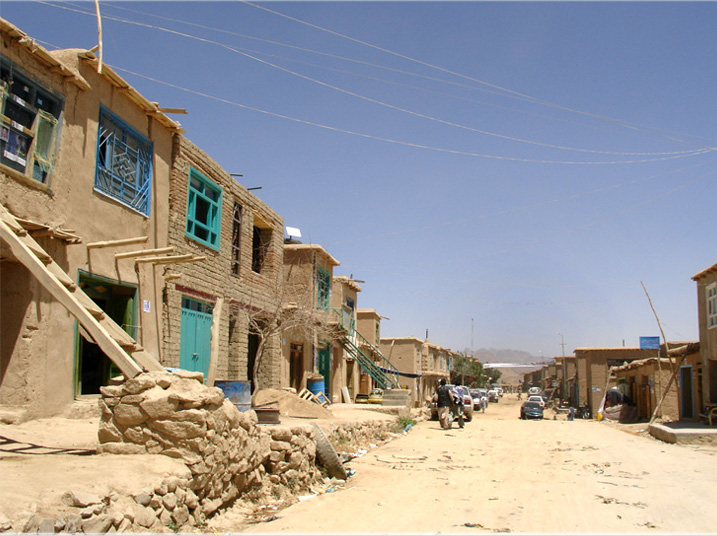
سنگ‌ماشه، ولسوالی جاغوری

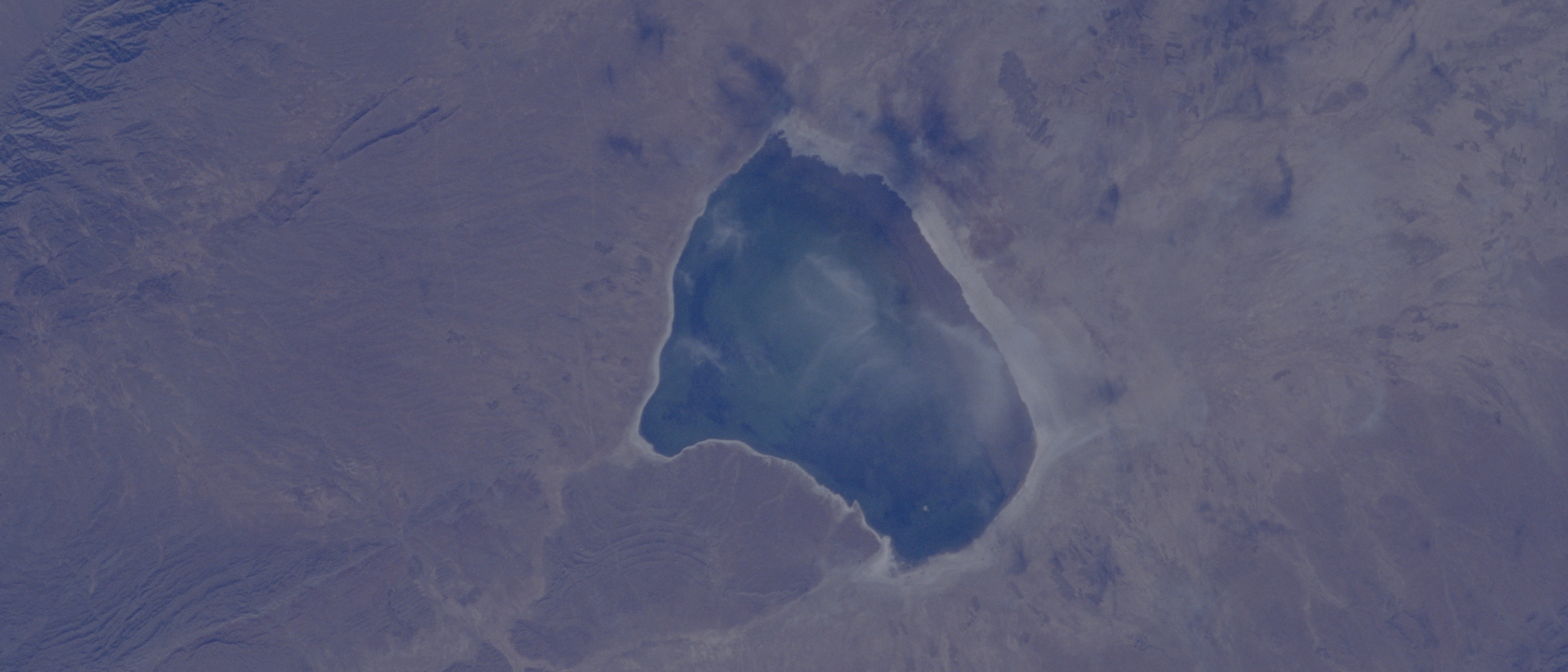
تصویر ماهواره‌ای از آب ایستاده، ولسوالی آب‌بند، ولایت غزنی